# Progreso Pumpuapa
Progreso Pumpuapa är en ort i Mexiko.   Den ligger i kommunen Tapachula och delstaten Chiapas, i den sydöstra delen av landet, 900 km sydost om huvudstaden Mexico City. Progreso Pumpuapa ligger 278 meter över havet och antalet invånare är 342.
Terrängen runt Progreso Pumpuapa är kuperad norrut, men söderut är den platt. Runt Progreso Pumpuapa är det tätbefolkat, med 286 invånare per kvadratkilometer. Närmaste större samhälle är Tapachula, 7,4 km sydost om Progreso Pumpuapa. I omgivningarna runt Progreso Pumpuapa växer huvudsakligen savannskog.